# 蘆洲廟口商圈
蘆洲廟口商圈範圍以新北市蘆洲區成功路及得勝街，以祀奉觀世音菩薩的湧蓮寺廟口為中心。市集包含上午為早市，下午為生活百貨（黃昏市場）、晚上則為夜市，其商圈頗具規模，而店家販賣商品以餐飲、蔬果及服飾等零售產業為主。
商圈雖無天然景觀價值，但交通便利，消費市場皆來自為鄰近區域。
商圈內的湧蓮寺為具知名廟宇，於特殊節日會有相關文化慶典。

## 周邊觀光資源
寺廟及宮為多，包含蘆洲湧蓮寺、蘆洲保和宮、保佑宮、九芎公廟、文武大眾廟等。

## 相關網站
- 新北市形象商圈